# Pébrac
Pébrac település Franciaországban, Haute-Loire megyében. Lakosainak száma 115 fő (2022. január 1.). Pébrac Chanteuges, Charraix, Chazelles, Langeac, Saint-Julien-des-Chazes és Venteuges községekkel határos.

## Népesség
A település népességének változása:
| Lakosok száma | 296  | 201  | 178  | 126  | 122  | 116  | 114  | 116  | 117  | 115  |
|               | 1968 | 1982 | 1990 | 2006 | 2013 | 2015 | 2017 | 2019 | 2020 | 2022 |